# Radek Faksa
Radek Faksa (* 9. Januar 1994 in Opava; nach anderslautenden Quellen in Vítkov) ist ein tschechischer Eishockeyspieler, der seit Juli 2025 erneut bei den Dallas Stars in der National Hockey League unter Vertrag steht. Zuvor verbrachte der Center von 2013 bis 2024 bereits über zehn Jahre in der Organisation der Dallas Stars und war kurzzeitig für die St. Louis Blues aktiv.

## Karriere

### Jugend
Radek Faksa spielte seit seinem elften Lebensjahr für die Nachwuchsabteilungen des tschechischen Erstligisten HC Oceláři Třinec. In der Saison 2010/11 kam er für dessen U20-Auswahl in 24 Spielen auf 15 Scorerpunkte, obwohl er zugleich für die U18 spielberechtigt war. Nachdem er sein Heimatland bei der U18-Weltmeisterschaft 2011 vertreten hatte, wurde er im CHL Import Draft von den Kitchener Rangers an 22. Position ausgewählt und entschloss sich in der Folge zu einem Wechsel in die kanadische Ontario Hockey League (OHL). Seine erste OHL-Spielzeit schloss der Angreifer mit durchschnittlich über einem Punkt pro Spiel ab, führte dabei alle Rookies der Liga in Toren (29), Vorlagen (37) und Scorerpunkten (66) an und wurde in der Folge ins First All-Rookie Team der Liga gewählt; ferner war er beim CHL Top Prospects Game vertreten. Über den Jahreswechsel nahm Faksa zudem mit der U20-Auswahl Tschechiens an der U20-Weltmeisterschaft 2012 teil und belegte dort mit dem Team den fünften Platz. Nach der Spielzeit wurde der Tscheche im NHL Entry Draft 2012 an 13. Position von den Dallas Stars ausgewählt, die ihn im Juli gleichen Jahres mit einem Einstiegsvertrag ausstatteten. Wenige Wochen zuvor wurde er auch im KHL Junior Draft 2012 in der ersten Runde gezogen, an siebter Stelle von Neftechimik Nischnekamsk.
Erwartungsgemäß kehrte Faksa vorerst in die OHL zurück, absolvierte jedoch in der Saison 2012/13 aufgrund von Krankheit und einer Knieverletzung nur 39 Spiele für die Rangers. An der U20-Weltmeisterschaft 2013 nahm er dennoch erneut teil und erreichte dort mit der Mannschaft abermals den fünften Rang. Nach dem Ende der OHL-Spielzeit wechselte der Angreifer erstmals in die Organisation der Stars und gab sein Profi-Debüt bei den Texas Stars in der American Hockey League (AHL), dem Farmteam der Dallas Stars. Trotzdem kehrte Faksa zur Saison 2013/14 erneut in die OHL zurück, wobei er im Januar 2014 von den Rangers an die Sudbury Wolves abgegeben wurde, die im Gegenzug seinen Landsmann Dominik Kubalík sowie zwei Draft-Wahlrecht nach Kitchener schickten. Außerdem vertrat er Tschechien bei der U20-Weltmeisterschaft 2014 ein letztes Mal in dieser Altersklasse.

### NHL
Nachdem der Angreifer die Spielzeit in Sudbury beendet hatte, wechselte er erneut zu den Texas Stars, mit denen er in der Folge die AHL-Playoffs und somit den Calder Cup gewann. Aufgrund einer Schulterverletzung verpasste Faksa einen Großteil der Saison 2014/15, sodass er erst zu Beginn der Spielzeit 2015/16 sein Debüt für die Dallas Stars in der National Hockey League (NHL) gab. Dort überzeugte Faksa jedoch so weit, dass er in der Folge auf insgesamt 45 Einsätze in der höchsten Spielklasse Nordamerikas kam und dabei fünf Tore und sieben Vorlagen verbuchte. Im Anschluss wurde er erstmals in den Kader der A-Nationalmannschaft Tschechiens berufen und nahm mit dieser an der Weltmeisterschaft 2016 sowie wenige Monate später am World Cup of Hockey 2016 teil.
Im Verlauf der folgenden Saisons etablierte sich Faksa als regelmäßiger Scorer der Stars und erreichte mit dem Team in den Playoffs 2020 das Endspiel um den Stanley Cup, unterlag dort allerdings den Tampa Bay Lightning. Anschließend unterzeichnete er im Oktober 2020 einen neuen Fünfjahresvertrag in Dallas, der ihm ein durchschnittliches Jahresgehalt von 3,25 Millionen US-Dollar einbringen soll. Diesen erfüllte er jedoch nicht, da ihn die Stars im Juli 2024, aufgrund des vergleichsweise hohen Gehaltes ohne weitere Gegenleistung (future considerations), zu den St. Louis Blues transferierten. Im Juli 2025 kehrte Faksa nach Dallas zurück, indem er einen Dreijahresvertrag bei den Texanern unterzeichnete.

## Erfolge und Auszeichnungen
- 2012 Teilnahme am CHL Top Prospects Game
- 2012 OHL First All-Rookie Team
- 2014 Calder-Cup-Gewinn mit den Texas Stars

## Karrierestatistik
Stand: Ende der Saison 2024/25

### International
Vertrat Tschechien bei:
| - U18-Weltmeisterschaft 2011 - U20-Weltmeisterschaft 2012 - U20-Weltmeisterschaft 2013 - U20-Weltmeisterschaft 2014 | - Weltmeisterschaft 2016 - World Cup of Hockey 2016 - Weltmeisterschaft 2018 - Weltmeisterschaft 2019 |

(Legende zur Spielerstatistik: Sp oder GP = absolvierte Spiele; T oder G = erzielte Tore; V oder A = erzielte Assists; Pkt oder Pts = erzielte Scorerpunkte; SM oder PIM = erhaltene Strafminuten; +/− = Plus/Minus-Bilanz; PP = erzielte Überzahltore; SH = erzielte Unterzahltore; GW = erzielte Siegtore; 1 Play-downs/Relegation; Kursiv: Statistik nicht vollständig)